# Херсикрат
Херсикрат (др.-греч. Χερσικράτης, VII—VIII век до н. э.) — в древнегреческой мифологии коринфиец из рода Гераклидов.
Древнегреческий ойкист, занял и колонизировал остров Схерия (теперь Корфу), вытеснив оттуда либурнов и согласно Страбону в 735 г. до Р. Хр. или 706 (по Евсевию); по археологическим данным между 720 и 700 г. до Р. Хр. основал город Керкира. Это произошло, когда Кипсел, сын Ээтиона (Ηετίωνας) (внук Эхекрата), захватил власть в Коринфе как тиран и вытеснил Вакхидов (Павсаний Коринфянам, 4, 4).
Имя его перешло затем и на весь остров. По Страбону, основание Керкиры Херсикратом совпадает по времени с основанием Сиракуз коринфийцем же Архией (735 г. до Р. Хр.).